# Tergeste (olio)
Tergeste (DOP) è un olio di oliva a denominazione di origine protetta della provincia di Trieste in Friuli-Venezia Giulia.
La pianta dell'olivo Bianchera resiste bene in condizioni climatiche temperate purché le escursioni termiche giornaliere non si manifestino in modo repentino e l'umidità sia ridotta.

## Caratteristiche
L'olio che si ricava è ricco di polifenoli, con un profumo fruttato e sentori gustativi di amaro e piccante che variano a seconda dei tempi e delle modalità di raccolta delle olive. Queste sono caratteristiche di pregio che rendono l'olio extravergine d'oliva Tergeste un prodotto molto richiesto dal mercato, 

## Varietà locali
Vengono usate in parte frutti degli olivi Monticola e Maurino, alcune varietà locali autoctone sono la Carbona, localizzata soprattutto nel comune di Muggia, la Buga e la Drobniza, diffuse principalmente nel comune di San Dorligo della Valle e Dolina, che fungono principalmente da impollinatrici.